# Landgrevskabet Thüringen
|  | Manglende infoboks Nogle af informationerne i denne artikel kunne med fordel samles eller opsummeres i en infoboks, som det anbefales i stilmanualen. |

Landgrevskabet Thüringen var et større feudalt len i Thüringen i det tysk-romerske rige i middelalderen. Området var oprindeligt et hertugdømme grundlagt af merovingerne, med Radulf af Thüringen som sin første fyrste. I 1000-tallet, efter hertug Burchard blev dræbt i slaget ved Eisenach (908), overgik hertugdømmet til at blive styret af markgreverne af Meissen, og senere, fra 1111 blev det udråbt til et landgrevskab, først under Herman 1. af Winzenburg, dernæst Ludovingerne og i de næste 300 år af Huset Welf. Omkring 1550 blev den daværende markgreve, Johan Vilhelm som straf for sin støtte til Reformationen tvunget til at afgive titlen som markgrave, der derefter blev afskaffet.